# Oru (Kose)
Oru is een plaats in de Estische gemeente Kose, gelegen in de provincie Harjumaa. De plaats heeft de status van dorp (Estisch: küla).

## Bevolking
Het dorp had 441 inwoners op 31 december 2011 en 486 inwoners op 31 december 2021.

## Ligging
Het dorp wordt doorsneden door de Kõrvalmaantee 11203, die te bereiken is vanaf de Põhimaantee 2 en daarmee ook vanaf grotere plaatsen zoals Tallinn en Tartu. Er is veel natuur in de omgeving, waar zich ook toeristische bestemmingen zoals de Heksenbron van Tuhala bevinden. Verder is de omgeving van Oru afwisselend bosachtig en agrarisch.